# Ngày khác (album)
Ngày Khác là album phòng thu thứ tư của nhóm nhạc Rock Việt Bức Tường , phát hành ngày 15 tháng 10 năm 2010 bởi công ty Thăng Long Audio Visual. Đây cũng là album đánh dấu sự trở lại  của nhóm sau gần 4 năm họ tuyên bố dừng hoạt động, album cũng là cột mốc quan trọng của ban nhạc khi họ chuyển mình từ thể loại Hard rock sang Modern rock. Album tập hợp 12 ca khúc mới nói về cuộc đời của con người và cả lễ hội truyền thống (ví dụ như Chọi Trâu nói về lễ hội cùng tên diễn ra tại Đồ Sơn), tuy được đánh giá cao về nội dung và âm thanh nhưng lại bị cho là có quá nhiều khác biệt so với các album còn lại, khó nghe với những người hâm mộ trẻ tuổi của nhóm.
Ngoài những chủ đề nói về cuộc sống, Bức Tường đã đem vào các vấn đề thời sự quen thuộc như nạn bạo hành trẻ em (Cho Bước Chân Em Đi), buôn bán người (Cô Gái Quàng Khăn Đỏ), ngoài ra, album còn có bài Rung Chuông Vàng được viết cho chương trình cùng tên và Bài Ca Sông Hồng được làm lại khác hơn với bản gốc trong album Vô hình.

## Danh sách ca khúc
Các ca khúc đều được sáng tác bởi Trần Lập (riêng những ca khúc có dấu * là những ca khúc đồng sáng tác bởi guitarist Quốc Khánh)
| STT | Nhan đề                     | Thời lượng |
| --- | --------------------------- | ---------- |
| 1.  | "Ngày Khác"                 | 05:06      |
| 2.  | "Người Bão"                 | 04:02      |
| 3.  | "Cho Bước Chân Em Đi"       | 04:28      |
| 4.  | "Chọi Trâu *"               | 03:42      |
| 5.  | "Bài Ca Sông Hồng (Reload)" | 05:57      |
| 6.  | "Mỏi"                       | 04:10      |
| 7.  | "Tiếng Gọi"                 | 04:05      |
| 8.  | "Cô Gái Quàng Khăn Đỏ *"    | 04:24      |
| 9.  | "Chơi Vơi"                  | 05:15      |
| 10. | "Anh Sẽ Đến"                | 04:24      |
| 11. | "Rung Chuông Vàng"          | 03:52      |
| 12. | "Hoa Ban Trắng"             | 07:02      |

## Thành phần tham gia sản xuất
| Ê-kíp sản xuất - Hòa âm, phối khí và thực hiện: Ban nhạc Bức Tường - Biên tập: Trần Lập - Thu âm & mixing: Hồng Quân - Trọng Bình - Sản xuất & phát hành: Thăng Long Audio Visual - Keyboard: Duy Hùng - Đàn đáy (trong ca khúc "Bài Ca Sông Hồng"): Hồng "Huế" | Ban nhạc Bức Tường - Trần Lập: Hát chính, sáng tác - Trần Tuấn Hùng: Guitarist - Quốc Khánh: Guitarist, sáng tác - Nguyễn Minh Đức: Bassist - Nghiêm Mạnh Tuấn: Trống |